# 小川岩雄
小川 岩雄（おがわ いわお、1921年8月12日 - 2006年6月13日）は、日本の物理学者（核物理学）。理学博士（1962年）。立教大学名誉教授。電気工学者の小川一清は父。

## 略歴
東京都生まれ。1943年、東京帝国大学理学部物理学科卒業。1962年　理学博士。学位論文：「グリッド電離箱による核反応の角度分布の新しい測定法 」。 
海軍兵学校教官、東京大学助教授、立教大学理学部物理学科教授を経て、立教大学名誉教授。 湯川秀樹の甥にあたる。
海軍兵学校教官時に江田島で広島への原爆投下を目撃、核物理学者の使命として反核兵器を貫く。
湯川秀樹、朝永振一郎とともに第1回パグウォッシュ会議に参加。それ以降十数度にわたり同会議へ参加。
立教大学では、「核問題概論」という人文・社会・自然科学に共通する講義を、一般教育部の正規科目として開講した。墓所は多磨霊園。

## 著作
- 原子と原子核（共立出版）
- 放射線（コロナ社）
- 原爆投下と科学者（三省堂）